# Patu woodwardi
Espèce
Patu woodwardi est une espèce d'araignées aranéomorphes de la famille des Symphytognathidae.

## Distribution
Cette espèce est endémique de Nouvelle-Guinée orientale en Papouasie-Nouvelle-Guinée,.

## Description
La femelle holotype mesure 0,61 mm et le mâle paratype 0,51 mm.

## Étymologie
Cette espèce est nommée en l'honneur de T. W. Woodward.

## Publication originale
- Forster, 1959 : The spiders of the family Symphytognathidae. Transactions and Proceedings of the Royal Society of New Zealand, vol. 86, p. 269-329 (texte intégral).